# Sítio Arqueológico Rio Ivinhema 1

Município de Naviraí

O sítio arqueológico do Rio Ivinhema 1 está localizado no município de Naviraí, no estado do Mato Grosso do Sul, mais especificamente no distrito de Porto Caiuá. O sítio se estende por uma grande área do distrito sendo sua principal parte se estendendo sobre um braço de terra de encontro entre o Rio Ivinhema e o Rio Paraná. 
Pesquisadores afirmam que a região era estrategicamente para a colonização dos povos que habitavam o local, sendo que o Rio Ivinhema tinha grande potência de captação de recurso naturais e o Rio Paraná, em tempos pré-coloniais, além de oferecer um potencial pesqueiro funcionava como rora hídrica que os indígenas utilizavam para se conectar com outras aldeias ao longo do curso do rio.
O local do sítio foi muito afetado ao longo do tempo por processos de degradação. Primeiro a área fez parte da Fazenda Porto Caiuá, que colocou no local da antiga aldeia uma olaria. Segundo os pesquisadores o local da olaria se dava devido a alta qualidade da argila do local. Depois, a região foi explorada para a retirada de pedras para a pavimentação de estradas ao redor. Por fim, a chegada de novos habitantes no distrito e o crescimento demográfico do local. Mas mesmo com todo esse histórico, as escavações no sítio trouxeram grandes contribuições para a arqueologia no estado do Mato Grosso do Sul.
Segundo Rodrigo Luiz Simas de Aguiar, João Carlos de Souza e  Angelo Franco do Nascimento Ribeiro, pesquisadores que realizaram escavações no local no ano de 2020, em meio aos grandes resultados que foram encontrados no local, o sítio apresenta uma grande contribuição às investigações sobre a tradição tupiguarani no estado. 
As escavações realizadas no local encontraram diversos vestígios da presença humana no local. No centro do sítio foram encontrados ossos, fogueira, conchas, cacos de vasos, pequenos copos e dentes. Foram encontrados também cerâmicas típicas da tradição tupiguarani, que possuem decoração plástica, decoração pintada e com grande espessura. Foram encontrados vasos de cerâmica pequenos que deveriam ser usados para o cotidiano e vasos de cerâmica maiores com capacidade para muitos litros.

1. ↑  A escavação do sítio arqueológico Rio Ivinhema 1 e sua contribuição para o estudo da tradição tupiguarani em Mato Grosso do Sul, Brasil, AGUIAR Rodrigo, SOUZA João, RIBEIRO Ângelo, Indiana, 2020
2. ↑  https://muarq.ufms.br/vn1-sitio-arqueologico-rio-ivinhema-1-navirai-ms-bacia-do-alto-parana-v6uf31/
3. ↑  https://core.ac.uk/download/pdf/235432446.pdf